# 文罗气
文羅氣（?—?），南北朝南陽人，北魏長秋夫人。
自称是盘瓠之苗裔，文欽曾孙。祖父文虎龍，魏太武帝太延三年（437年）七月，担任冠軍將軍、梁城鎮將、魯陽侯，太平真君五年（444年）三月，遷洛州刺史，谥号恭侯。父文稚清，魏獻文帝延興三年（473年）四月早終。文罗气生於魯陽，太和廿四年（500年），丈夫雷亥郎任魯陽郡中正。雷亥郎捲入蠻亂，文罗气墜入宫禁。文罗气再嫁，夫姓劉。正光年间，其女劉贵華被聘魏孝明帝淑儀。文羅氣卒於鄴城，終年七十一歲。东魏武定五年（547年）二月戊辰朔十七日甲申， 葬於鄴城西豹寺之南。